# Adam Crooks
Adam Crooks (West Flamboro, Ontario, Canadá, 11 de diciembre de 1827 - Hartford, Connecticut, Estados Unidos, 28 de diciembre de 1885) fue un político canadiense, miembro de la Asamblea Legislativa de Ontario desde el año 1871 hasta el año 1874.

## Biografía
Crooks nació en West Flamboro, Ontario. Estudió en el Upper Canada College y en la Universidad de Toronto. Durante su estadía en Toronto estudió leyes y comenzó a ejercer en 1851. A principios de la década de 1860 logró apelar la decisión de una corte menor contra el Banco Comercial de Canadá ante el Comité Judicial del consejo de asesores de la Corona de Inglaterra. En 1863 fue nombrado Consejero de la Reina. Fungió como Fiscal de 1871 a 1872 y tesorero provincial de 1872 a 1877. Crooks desempeñó un papel importante en el desarrollo del acta de licencia de licores de 1876, también conocida como Acta Crooks, la cual intentó controlar la venta de alcohol en la provincia. Crooks también se desempeñó como Ministro de Educación en Ontario. Hacia el final de sus días, sufrió problemas de salud física y mental y se vio obligado a retirarse de la vida pública. Murió en Hartford, Connecticut.